# Giovanni Tortelli

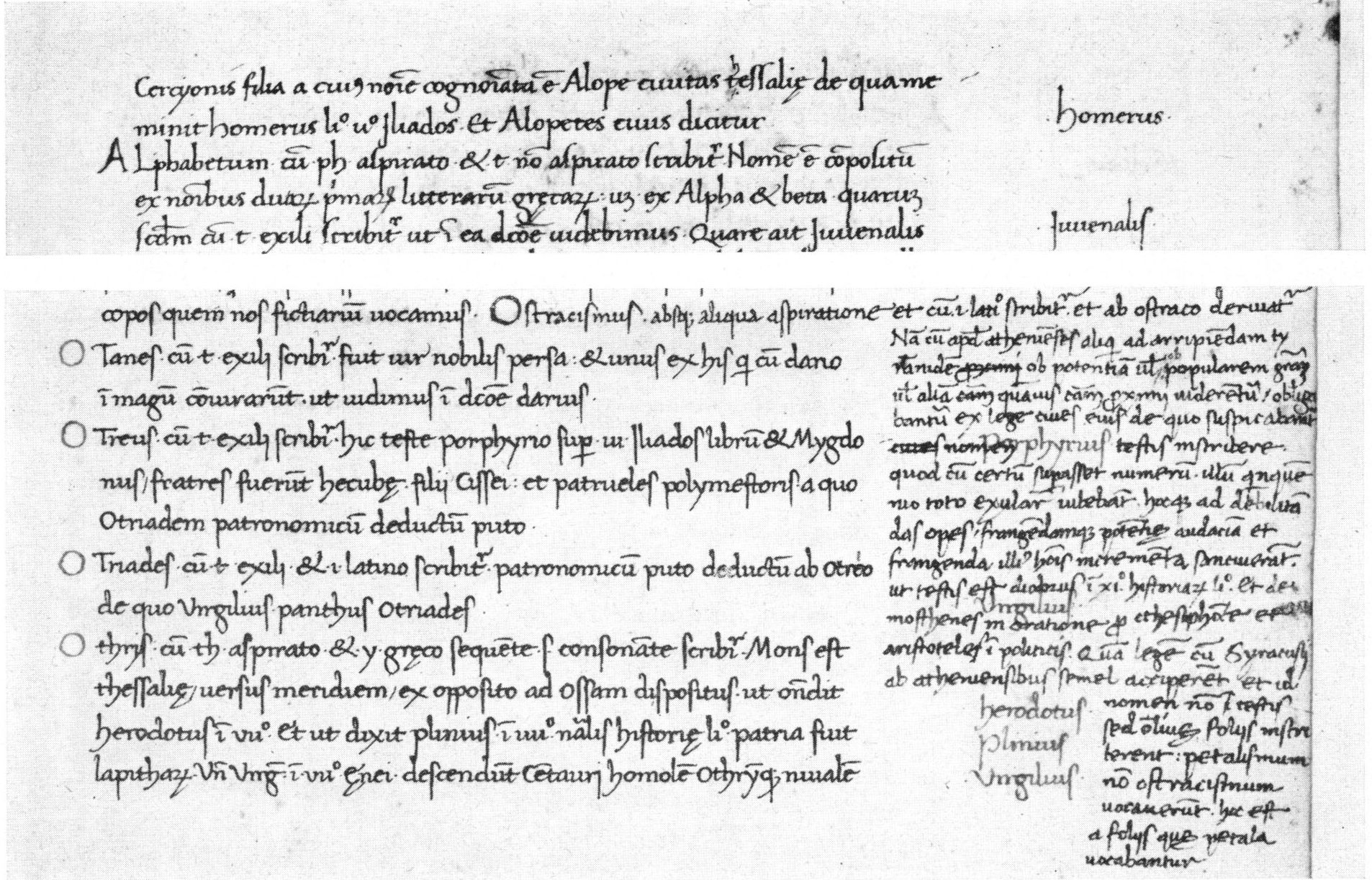
Giovanni Tortelli, De orthographia, Autograph. Rom, Biblioteca Apostolica Vaticana, Vaticanus lat. 1478, fol. 61r (oben) und 256r (unten)

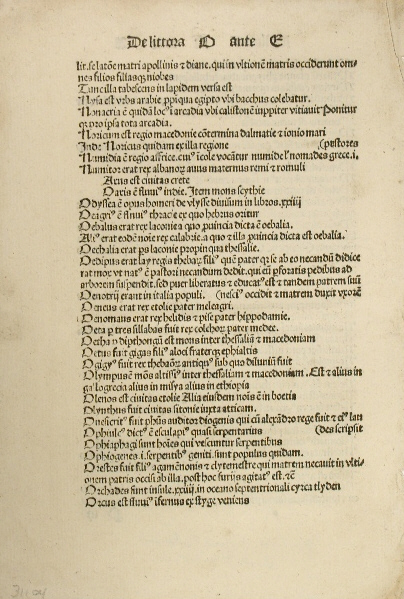
Seite aus Vocabularius optimus Gemma vocabulorum merito dictus Quia duobus milibus optimorum vocabulorum maior est priori gemmula et multo correctior.

Giovanni Tortelli (* um 1400 wohl in Arezzo; † vor dem 26. April 1466 wohl in Rom) war ein italienischer Humanist.

## Leben und Wirken
Giovanni Tortelli hatte erste Kontakte mit der humanistischen Kultur der Stadt Florenz in seiner Kindheit. Insbesondere entwickelte er ein Interesse am Griechischen, das er mit Carlo Marsuppini und Francesco Filelfo erlernte. Von 1435 bis 1437 weilte er bei Vittorino da Feltre in Mantua zu humanistischen Studien. 1433 wurde er auf eine Professur ans Studio in Florenz berufen. Von 1435 bis 1437 weilte er zu Studien und dem Vertiefen der griechischen Sprache in Konstantinopel. 1445 wurde er Doktor der Theologie in Bologna. Wohl von 1450 bis 1455 war er Bibliothekar der Bibliothek von Nikolaus V., aus der sich die Bibliotheca Apostolica Vaticana entwickelte. 1453 wurde er zum Abt in comenda des Klosters San Sebastiano in Alatri. Er ließ das alte Gemäuer erneuern und verbrachte danach den größten Teil des Restes seines Lebens dort.
Tortelli war Freund von Lorenzo Valla, beide zählen zu den Vorreitern bei der Erforschung der lateinischen Sprache. Dabei profitierte er von der weiten Kenntnis der zu der Zeit bekannten antiken Autoren. Sein Nikolaus V. gewidmetes Hauptwerk war der Commentariorum grammaticorum de orthographia dictionum e graecis tractarum opus, in dem er eine Auflistung der lateinischen Worte mit der Herkunft aus dem Griechischen bot. Im Proömium legte er seine Sicht auf eine angestrebte Spracherneuerung als Grundlage für eine kulturelle, vom Papsthof ausgehende, Erneuerung dar. Das Werk hatte immensen Einfluss und galt als komplementär zu Vallas Elegantiae linguae Latinae. Valla widmete seine Schrift Tortelli. Weiters verfasste er 1455 bis 1458 mit De medicina et medicis eine kleine medizinische Schrift, welche in Briefform die erste selbständige Geschichte der Medizin darstellt. Ebenfalls sehr einflussreich war sein mindestens 17 Mal aufgelegtes Traktat auf die Schrift Cornucopiae sive linguae latinae commentarii Niccolò Perottis.

## Schriften
- Commentariorum grammaticorum de orthographia dictionum e graecis tractarum opus. Rom 1471
- Vocabularius optimus Gemma vocabulorum merito dictus Quia duobus milibus optimorum vocabulorum maior est priori gemmula et multo correctior. 1495
- Aretini Orthographia. Ioannis Tortelii Lima quaedam per Georgium Vallam tractatum de orthographia. 1501
- Catholicon, seu Universale vocabularium ac summa grammatices F. Johannis Genuensis... nuper a magistro Petro Egidio ex parte auctum et recognitum, ac nunc demum ab Jodoco Badio Ascensio... Accessit... quem Cornucopiam dicunt, Calepino. 1514
- Della medicina e dei medici = De medicina et medicis = On medicine and physicians, hrsg. und übersetzt von  Luigi Belloni und Dorothy M. Schullian, Mailand 1954.